# Cratesiclea
Cratesiclea (in greco antico: Κρατησικλείας?, Kratēsiklèiās; Persia, ... – Alessandria d'Egitto, 219 a.C.) è stata una regina greca antica, moglie del re di Sparta Leonida II e madre di Cleomene III.

## Biografia
Cratesiclea fu la moglie del re di Sparta Leonida II, che regnò dal 254 a.C. al 235 a.C. e che proprio col pretesto di questo matrimonio fu temporaneamente deposto nel 242 a.C. su macchinazione dell'eforo Lisandro. Un'antica legge spartana prevedeva infatti che le mogli dei re dovessero essere nate a Sparta, mentre Cratesiclea era di origine persiana, data in moglie al re da un luogotenente di Seleuco II.
Dopo la deposizione Leonida andò in esilio ma già l'anno successivo tornò a Sparta e si reimpossessò del trono, facendo uccidere l'altro re Agide IV.
Da Leonida Cratesiclea ebbe tre figli, Cleomene III, che divenne re a sua volta alla morte del padre (235 a.C.), Euclida, anch'egli salito al trono nel 227 a.C. e Chilonide, la moglie di Cleombroto II, che fu re nel breve periodo dell'esilio di Leonida.
Cratesiclea, che dopo la morte dei Leonida sposò in seconde nozze Megistonoo, fedele collaboratore del figlio, è nota per essersi volontariamente offerta come ostaggio per andare in Egitto dal re Tolomeo III, quando il figlio Cleomene era in grave difficoltà nella guerra cleomenea. In quell'occasione portò con sé i due nipotini, figli di Cleomene stesso.
Fu giustiziata nel 219 a.C. da Tolomeo IV, successore di Tolomeo III, dopo che Cleomene, che l'aveva raggiunta ad Alessandria dopo essere stato definitivamente sconfitto a Sellasia nel 222 a.C., aveva tentato invano di scatenare una ribellione, dove egli stesso trovò la morte.